# Вулиця Ігоря Брановицького
Ву́лиця Ігоря Брановицького — вулиця в Печерському районі міста Києва, місцевість Саперне поле. Пролягає від вулиці Іоанна Павла II до вулиці Дмитра Дорошенка.
Прилучається вулиця Павла Загребельного.

## Історія
Вулиця виникла в 50-ті роки XX століття. 1955 року набула назву Перспективна, оскільки її проклали по еспланаді чи, інакше, перспективі Васильківського укріплення. Тоді ще були цілі не тільки теналі головного валу, але і равеліни перед ними, тому вулиця має характерну зиґзаґоподібну форму, що повторює контур равеліну.
У 2009 році обговорювався варіант перейменування вулиці на честь Валентина Зноби (1929—2006), українського скульптора, чия майстерня знаходилася на Перспективній вулиці, 2-В (після смерті скульптора тут створено музей).
Сучасна назва на честь українського військовика, Героя України Ігоря Брановицького — з 2016 року.

## Пам'ятники та меморіальні дошки
- буд. № 2-В — меморіальна дошка на честь скульптора Валентина Зноби (відкрита в 2009 році).